# 野利皇后
宪成皇后野利氏（？—1048年），西夏景宗李元昊的皇后。
野利氏是野利旺荣的妹妹，生太子李宁明、太子李宁林格、李锡哩。她有智谋，元昊也很害怕她。元昊妻卫慕氏因祸被囚，生子，她说这个孩子其貌似他人，元昊使杀其母子。天授礼法延祚元年（1038年）十月，元昊称帝，册为宪成皇后。皇后的哥哥野利遇乞被宋朝名将种世衡反间计害死后，野利家族衰落。野利遇乞妻没藏氏被迎养宫中，没藏氏因与元昊私通，野利皇后将其逐出宫禁为尼。元昊又宠没𠼪氏，她失宠怨望。天授礼法延祚十年（1047年）五月，野利皇后被没藏氏陷害，被废为庶人，居别宫不复相见。天授礼法延祚十一年（1048年）正月，太子宁林格受没藏讹庞唆使刺杀元昊，于是受到株连，野利氏与子宁林格同被没藏讹庞处死。